# Turkmeense manat
De manat is de munteenheid van Turkmenistan. Eén manat is honderd tennesi. De manat is afgeleid van het Russische woord voor geld. Het Russisch is op diens beurt weer afgeleid van het Latijnse moneta wat ook geld betekent.
De volgende munten worden gebruikt: 1, 2, 5, 10, 20, 50 tennesi en 1 en 2 manat. 
Op 1 januari 2009 werd de nieuwe manat met ISO 4217-code TMT geïntroduceerd. Hierbij stond 5000 oude manat gelijk aan 1 nieuwe manat.

## Bankbiljetten
Het papiergeld is beschikbaar in 1, 5, 10, 50, 100 en 500 manat.
| Waarde    | Afbeelding |
| --------- | ---------- |
| 1 manat   |            |
| 5 manat   |            |
| 10 manat  |            |
| 50 manat  |            |
| 100 manat |            |
| 500 manat |            |